# Sakistan
Sakistan – starożytny kraj Saków, ludu irańskiego.
Sakistan jest utożsamiany z terenami zajmowanymi przez Scytów, Herodot wspomina, że Persowie wszystkich Scytów nazywali Sakami. Po zdobyciu obecnego Sistanu przenieśli tam swoje mity związane z dynastią i rodem Rustamidów. Od Sakistanu ma pochodzić nazwa Sistan (czasami zamiennie Sistan współczesny jest zwany Sakistanem) i nawiązywać do Wielkiego Sakistanu rozciągającego się od wschodniej Europy do Chin.